# Rapsommati
Rapsommati  este un oraș în Grecia în Prefectura Arcadia.